# Wadjed
Wadjet o Wasa fou un faraó probablement corresponent a la dinastia XIV de l'Antic Egipte però que no s'ha pogut ubicar cronològicament. El seu nom Sa Ra, w(A)D(d), ha estat llegit com Wadjet (Uadjet) o com a Wasa. J. von Beckerath considera que el nom Wasa té origen semític.
El seu nom consta d'un escarabat.